# 証券専門紙
証券専門紙とは、株式相場のニュースを報じる新聞である。相場欄を設け、全銘柄の株価を掲載しているのが特徴。以下では、日本における証券専門紙について記述する。

## 概要
- 現在、日刊紙を発行している証券専門紙は日本証券新聞のみ。
- 各紙とも基調とする色（シンボルカラー）を紙面デザインに使用している。
- 日本証券新聞は、その日の株式市場終了後に夕刊として全国のキヨスクや私鉄、地下鉄などの売店で販売されている。その日の相場を知る速報版として存在感を発揮している。
- 一部では日本証券新聞と株式新聞の大手2紙に株式市場新聞を加え、証券三大紙とも呼ばれていた[1]。
- かつては全社が、東京証券取引所があり「シマ」と呼ばれた兜町界隈に本社を構えていた。数年前に株式新聞が東京都中央区築地に、株式市場新聞が2007年1月15日に東京都江東区辰巳に本社を移した。
- ジャスダックが入っている東京証券会館（東京都中央区日本橋茅場町1-5-8）内の図書館で全紙を閲覧できる。
- インターネットの普及による部数の落ち込みと広告収入の減少により苦戦を強いられている。

### 現存する証券専門紙
- 日本証券新聞 - 1944年5月4日に、東京証券取引所の前身、日本証券取引所の機関紙として創刊。日本で最古・最長の歴史を持つ証券専門紙。2007年1月からウェルス・マネジメントの子会社[2]。読売新聞販売店を通じて宅配。「青」（一時期「赤」を基調としていた）
- 株式新聞 - 1949年3月24日に株式新聞社を設立、同年に創刊。2008年4月1日をもってモーニングスターに吸収合併[3]。朝日新聞販売店を通じて宅配。2008年11月4日付紙面から、題字デザインを伝統の「緑」からモーニングスターのコーポレートカラーに合わせて「赤」に刷新する[4]。2021年に紙面を廃刊し、オンライン新聞に移行。

### かつて存在していた証券専門紙
- 證券新報・証券タイムズ - 證券新報社が発行する証券専門紙。1953年5月1日に證券新報として創刊、基調は「紫」。2008年10月1日付から「証券タイムズ」に名称変更[5]、基調も「レインボーカラー」に変更し紙面刷新を図るも奏功せず、2009年7月27日付で廃刊。関東地区は東京新聞販売店を通じて宅配していた。
- 株式市場新聞 - 1956年7月21日創業の市場新聞社が発行する証券専門紙。毎日新聞販売店を通じて宅配。経営難から2009年4月30日（5月1日付）で廃刊。基調は「オレンジ色」。
- 証券日刊 - 前身は1958年10月設立の日本証券新聞大阪支局。1959年4月に日本証券新聞「関西版」として創刊、その後独立。読売新聞販売店を通じて宅配していた。経営難から2008年9月30日に廃刊。基調は「赤」。
- 日経金融新聞 - 1987年10月に日本経済新聞社によって創刊された金融専門紙。2008年1月31日付（20年4カ月、5238号）で休刊。同年3月に創刊された週刊の「日経ヴェリタス」が後継紙。
- 日刊投資新聞 - 日刊投資新聞社が、大正生命保険事件を起こした古倉義彦率いる投資会社クレアモントキャピタルの傘下に入る。現在一部富裕層向けの情報会社として営業している。
- 日刊経済新聞 - 1949年4月に日刊経済新聞社によって創刊。1964年12月、証券不況を受けて休刊、週刊の「日刊経済速報」に引き継がれた。日刊経済新聞社は現存。
- 上記の内、日刊経済新聞のみは相場欄を設けていたかどうか不明。